# Gulya Róbert
Gulya Róbert (Gyöngyös, 1973. november 10.) magyar zeneszerző. Kortárs klasszikus zenét és  filmzenét komponál.

## Élete
A Gyöngyösről származó tehetséges zeneszerző első diplomáját a Liszt Ferenc Zeneművészeti Egyetemen Budapesten szerezte 1997-ben, majd 2 évig a Bécsi Zeneművészeti Egyetemen (Ausztria) folytatott posztgraduális tanulmányokat Magyar Állam ösztöndíjasaként. 1999 és 2002 között a Kaliforniai Egyetemen (Los Angeles, USA) filmzeneszerző hallgatója volt Fulbright ösztöndíjasként.
Gulya Róbert műveit neves előadóművészek játsszák világszerte. Többek között: Kovács János karmester, Drahos Béla fuvolaművész és karmester, Johanna Beisteiner gitárművész, Szentpáli Roland tubaművész és a Budapesti Szimfonikus Zenekar. Ezen kívül dolgozott olyan neves filmrendezőkkel és producerekkel, mint: Sas Tamás,  Bernáth Zsolt, Novák Emil, Fonyó Gergely, Hatvani Balázs, Matthew Marconi, Matt Levin, Christopher Farley, Dennis Ward és Dominick Domingo. 
Gulya Róbert művei a svájci Éditions BIM gondozásában jelennek meg.  Gulya a  londoni székhelyű Boulevard Music produkciós cég tulajdonosa és kreatív igazgatója.

## Díjai
- 2014: Cannes Corporate TV and Media: Legjobb zene díja
- 2008: AOF Film Festival, USA: Best Score Feature[5] a filmzenére Atom Nine Adventures (USA 2007, rendező: Christopher Farley)
- 1997: 3. díj a Nemzetközi Zeneszerző Versenyen In Memoriam Zoltán Kodály,[6] Budapest
- 1996: Szirmai Albert díja, Budapest
- 1995: Első díj a fesztiválon International Summer Academy Prague-Vienna-Budapest[7] (Ausztria)

## Fontosabb művei

### Klasszikus zene
- 1995: Burlesque tubára és zongorára
- 1996: Egy elsüllyedt világ emlékképe – legenda Atlantiszról zenekarra és kórusra
- 1997: Versenymű zongorára és zenekarra No. 1
- 2000: Tündér-Tánc / Fairy Dance gitárra
- 2000: Versenymű tubára és zenekarra
- 2001: Delfinek Hangja zongorára
- 2005: Hangulatok rézfúvósötösre
- 2006: Capriccio gitárra és zongorára
- 2007: Égbolt Prelüd / Night Sky Preludes gitárra
- 2008: A Milonguero és a Múzsa (Tango), első verzió gitárra és vónószenekarra; zene videóklipre ugyanazon a néven
- 2009: Versenymű gitárra és zenekarra. Videó: Johanna Beisteiner, Drahos Béla és a Budapesti Szimfonikus Zenekar (Video, Gramy Records 2010)
- 2009: A Milonguero és a Múzsa (Tango), második verzió fuvolára, gitárra és vónószenekarra Videó: Drahos Béla, Johanna Beisteiner és a Budapesti Szimfonikus Zenekar (Video, Gramy Records 2010)
- 2010: Keringő gitárra

### Filmzene
- Truce (USA 2004, rendező: Matthew Marconi)
- The Boy Who Cried (USA 2005, rendező: Matt Levin)
- S.O.S. Szerelem! (HU 2007, rendező: Sas Tamás)
- Atom Nine Adventures (USA 2007, rendező: Christopher Farley)
- 9 és fél randi (HU 2007, rendező: Sas Tamás)
- Themoleris (HU 2007, rendező: Hatvani Balázs)
- Bamboo Shark (USA 2008; rendező: Dennis Ward)
- Outpost (USA 2008; rendező: Dominick Domingo)
- Made in Hungaria (HU 2008, rendező: Fonyo Gergely)
- Illúziók (HU 2009, rendező: Bernáth Zsolt)
- Szinglik éjszakája  (HU 2010, rendező: Sas Tamás)
- Truly Father (HU 2010, rendező: Novák Emil)
- Thelomeris (HU 2011, rendező: Hatvani Balázs). Sample
- Sherlock Holmes nevében (HU 2012, rendező: Bernáth Zsolt)
- Gingerclown (Hu 2013, rendező: Hatvani Balázs)
- Tom Sawyer & Huckleberry Finn (USA 2014, rendező: Jo Kastner)
- Aura (HU 2014, rendező: Bernáth Zsolt)
- Megdönteni Hajnal Tímeát (2014)

## Diszkográfia (nem teljes)

### CD
- 1997: Winners of the First International Composers Competition[8] (Kodály Foundation, CD BR 0156, Budapest)
- 2001: Johanna Beisteiner – Dance Fantasy (Gramy Records)
- 2004: Johanna Beisteiner – Between present and past (Gramy Records)
- 2007: Atom Nine Adventures (Original Motion Picture Soundtrack), Sample, Moviescore Media honlapja
- 2007: S.O.S. Szerelem (Original Motion Picture Soundtrack)[9]
- 2014: Tom Sawyer & Huckleberry Finn (Moviescore Media)

### DVD
- 2010: Johanna Beisteiner – Live in Budapest (Gramy Records)